# Ephrem Ville
Ephrem Ville, né le 10 juin 1864 à Éourres et mort le 10 février 1925 à Marseille, est un catholique français. Il est mortellement blessé par un projectile tandis qu'il sortait d'une réunion de la Fédération nationale catholique.

## Biographie
Hôtelier à Marseille, Ephrem Ville participe à une réunion privée de la Fédération nationale catholique sous la présidence du général de Castelnau le 9 février 1925 à la salle Prat à Marseille. Une importante contre-manifestation est organisée par les socialistes, les syndicats CGT, le Parti socialiste communiste de Simon Sabiani, le Parti communiste et les Syndicats unitaires.
Dans la confusion des bagarres provoquées par les contre-manifestants, Ephrem Ville reçoit une pierre qui lui fracture le crâne. Il décède de ses blessures à l'Hôtel-Dieu. Un autre catholique dénommé Louis Vian décède ce soir-là.
Les obsèques célébrées le 12 février 1925 attirent une foule nombreuse.
Le 9 juin 1925, Charles Maurras fait référence aux deux morts de cette soirée dans sa Lettre à Schrameck dans laquelle il menace de mort le ministre de l'Intérieur.